# Fragmentum chesnii
Das Fragmentum chesnii (Fragmentum annalium chesnii oder chesnianum), manchmal auch Annales Laureshamenses antiquiores genannt, ist ein kurzer Teil der Reichsannalen, der die Geschichte des Frankenreichs von 768 bis 790 beschreibt. Benannt wurde es nach André Duchesne (Andreas Chesneus), der den Text 1636 in seinen Historiae Francorum scriptores erstmals publizierte. Eine Neuausgabe stammt von Georg Heinrich Pertz (MGH Scriptores I, S. 33–34, Hannover 1826).
Für die Jahre bis 785 ist das Fragmentum chesnii fast identisch mit den Annales Laureshamenses und den Annales mosellani. Mit dem Manuskript des ersteren aus dem Stift St. Paul im Lavanttal hat es zudem die erste Hälfte des Jahres 786 gemeinsam, woraus die Existenz eines Textes folgt, von dem alle drei Annalen abstammen (die verlorenen Lorscher Annalen von 785) sowie die Existenz einer kurzen Fortführung dieses Textes, die der Schreiber der Annales mosellani nicht benutzte. Der Hauptunterschied zwischen den Texten vor dem Jahr 785 ist die Erwähnung von Ereignissen, die sich auf das Kloster Lorsch beziehen und die vermutlich in den Lorscher Annalen von 785 standen, in die Annales Laureshamenses aufgenommen wurden, aus dem Fragmentum chesnii aber entfernt wurden (was vermuten lässt, dass das Fragmentum nicht in Lorsch verfasst wurde). Das Fragmentum ist im Allgemeinen kürzer als die Annales Laureshamenses.
Das Fragmentum chesnii wurde in einem Reimser Manuskript aus dem späten 9. oder 10. Jahrhundert, das sich heute in der Vatikanbibliothek in Rom befindet (MS Reg. Lat. 213, fols. 149–51), ohne Übergang zwischen der Fredegar-Chronik und einem Teil der Annales regni Francorum (den Jahren 791–806) gefunden. 